# Gavarilla arretada
Gavarilla arretada is een spinnensoort in de taxonomische indeling van de springspinnen (Salticidae).
Het dier behoort tot het geslacht Gavarilla. De wetenschappelijke naam van de soort werd voor het eerst geldig gepubliceerd in 2006 door Hipólito Ruiz López & Antonio D. Brescovit.